# Pascal Gollnisch
Pour les articles homonymes, voir Gollnisch.
Pascal Gollnisch, né le 17 novembre 1952 à Neuilly-sur-Seine (Seine), est un prélat catholique français, directeur général de l'Œuvre d'Orient, depuis le 1er septembre 2010, vicaire général de l'ordinariat des catholiques orientaux en France depuis 2014 et chorévêque de l'Église syriaque catholique d'Antioche ainsi qu'archimandrite de l'Église grecque-catholique melkite depuis 2015 et Remban de l'église Syro-Malankare depuis 2022.

## Famille
Pascal Gollnisch est issu d'une lignée d'universitaires, d'hommes politiques et d'industriels originaire du nord-est de la France.
Fils de Pierre Gollnisch-Flourens, commissaire aux comptes, et de Geneviève Collier, il a pour ancêtres Edmond Gollnisch, qui fut maire de Sedan de 1873 à 1874, le physiologiste Pierre Flourens, professeur au Collège de France, député en 1839 et académicien, ainsi que le fils de ce dernier Émile Flourens, ministre des Affaires étrangères de la Troisième République,. Son arrière-grand-oncle Gustave Flourens fut l'un des chefs militaires de la Commune de 1871, épisode pendant lequel il trouve la mort, tué par un soldat versaillais. Un autre de ses trisaïeuls, Michel Chevalier, fut conseiller économique de Napoléon III. Un de ses oncles, Paul-Émile Viard, fut doyen de la faculté de droit et député d'Alger. Il est également le frère cadet du député européen d’extrême droite Bruno Gollnisch.

## Biographie
Pascal Gollnisch fait sa scolarité au lycée Janson-de-Sailly où il est un « cancre chahuteur » et un « très mauvais élève », entre au séminaire français de Rome en 1978 et est ordonné prêtre du diocèse de Paris le 4 décembre 1982. Il est également titulaire d'une maîtrise de droit des affaires, après ses études à l'université Paris-Nanterre et à l'université Paris-Descartes, ainsi que d'un diplôme d'études supérieures en comptabilité.
Entre 1976 et 1989, il dirige les pèlerinages français en Pologne, où il est saisi par ces voyages à caractère spirituel et ces rencontres avec les communautés locales. Il y ajoute une passion ancienne pour les Églises d’Orient, dont il connaît bien les particularités et l’histoire.
En 1990, il devient aumônier du lycée Lavoisier, et directeur adjoint des aumôneries de l’enseignement public. Plus tard, il assure également ce rôle d’aumônier auprès des étudiants de plusieurs facultés parisiennes (Paris VI, Paris VII et Paris III) et est nommé vice-président du conseil presbytéral du diocèse de Paris de 2002 à 2009. Il est l’un des fondateurs de la Maison Saint-Augustin et du Séminaire de Paris.
En 1995, il devient curé de la paroisse de Saint-Jean-Baptiste de Grenelle (Paris 15e), puis de Saint-François-de-Sales (Paris 17e) en 2004. Il est doyen de la plaine Monceau lorsque le cardinal André Vingt-Trois lui confie la direction générale de l'Œuvre d'Orient à l'automne 2010. L'Œuvre est présente dans une vingtaine de pays et Pascal Gollnisch connaît la plupart d'entre eux.
La distinction de « chapelain de Sa Sainteté », qui lui est accordée en 2012, fait de lui un prélat qui porte le titre de « monseigneur », ce qui « renforce [sa] crédibilité » auprès de ses interlocuteurs civils ou religieux.
Il est également, depuis le 1er septembre 2014, vicaire général de l'ordinariat des catholiques orientaux en France.

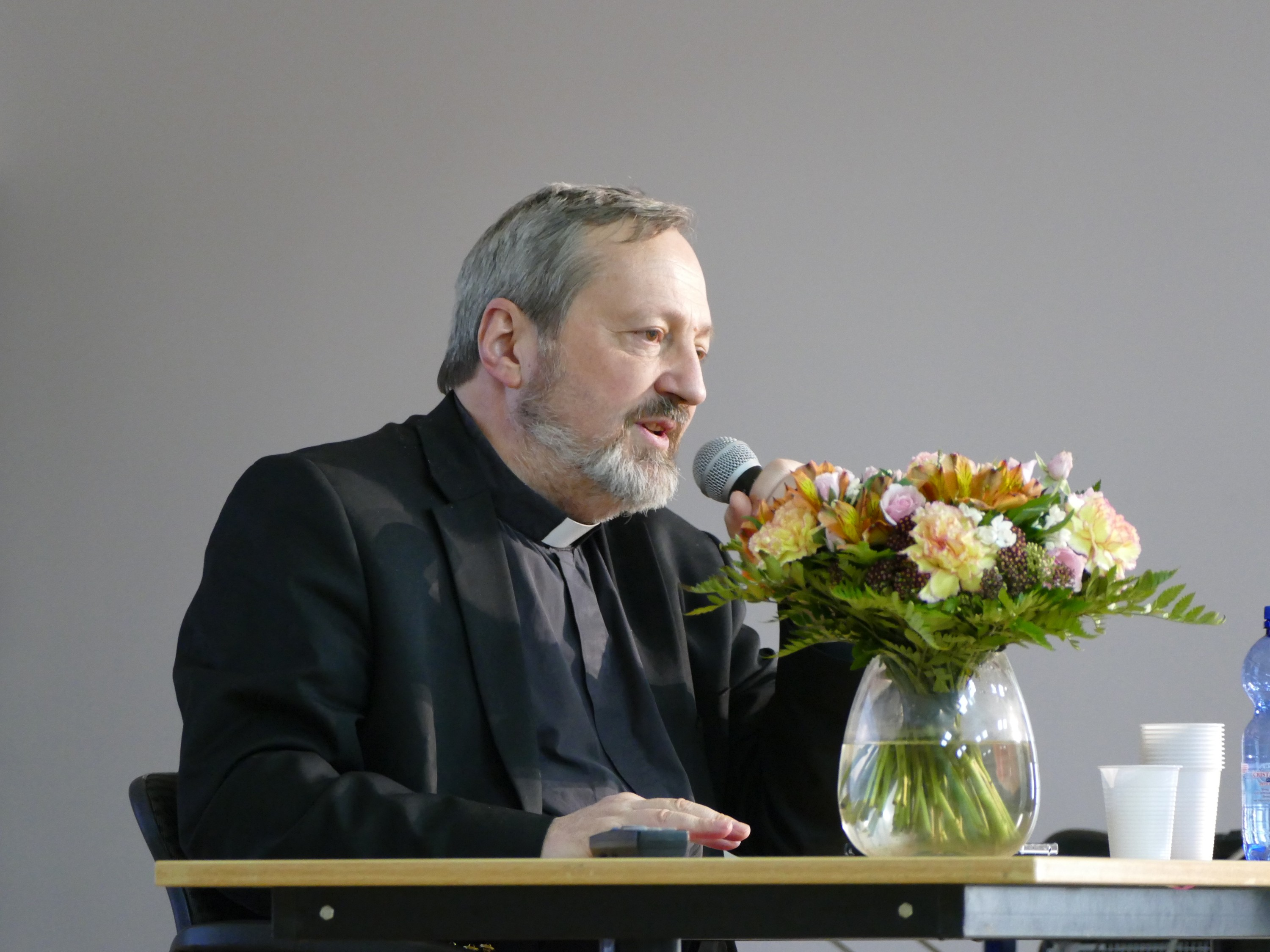
Pascal Gollnisch au lycée Saint-Jean-Hulst de Versailles en 2015.

Le 7 mars 2015, Pascal Gollnisch est consacré chorévêque dans l'Église syriaque catholique par le patriarche Ignace Joseph III Younan,. Le 14 septembre 2015, il est élevé à la dignité d'archimandrite dans l'Église grecque-catholique melkite par le patriarche Grégoire III Laham, en l'église Saint-Julien-le-Pauvre de Paris.
Pascal Gollnisch a été élevé à la dignité de Remban de l'Église syro malankare le 9 juin 2022 par le cardinal Baselios Cleemis, Catholicos-Archevêque majeur de Trivandrum.
Ces trois distinctions lui ont été accordées pour saluer l'action et l'implication de l'Œuvre d'Orient auprès des Églises catholiques orientales.
En octobre 2020, il reçoit le grand prix du rayonnement français par le ministre français des Affaires étrangères Jean-Yves Le Drian.
Le 1er septembre 2025, Pascal Gollnisch doit être remplacé par Hugues de Woillemont, secrétaire général de la Conférence des Évêques de France, à la tête de l'Œuvre d'Orient et comme vicaire général de l'ordinariat des catholiques orientaux en France.

## Décorations
- Chevalier de la Légion d'honneur (décret du 31 décembre 2021)[14].
- Chevalier de l'ordre national du Mérite (2014)[15].

## Ouvrage
- Chrétiens d'Orient : résister sur notre terre, Paris, Le Cherche Midi, 2016, 192 p. (ISBN 978-2-7491-4991-2)